# 2014 SBS演技大獎
《2014 SBS演技大獎》（韓語：2014 SBS 연기대상）為SBS於2014年度頒發的電視劇大獎。詳細入圍名單將於頒獎典禮當天公布。

## 入圍與獲獎
- （順序依名字排序）

### 大獎
- 颁奖嘉宾：李雄模(SBS社长)、李寶英
- 全智賢《來自星星的你》

### 特别獎
- 颁奖嘉宾：金英石(SBS电视剧本部长)
- 李鍾碩《異鄉人醫生》、《匹诺曹》

### PD獎
- 颁奖嘉宾：全山、李成敏
- 全智賢《來自星星的你》

### 功勞獎
- 颁奖嘉宾：金守美
- 故 金慈玉《結婚三次的女人》(由长子吴永焕代领)

### 迷你電視劇最優秀演技獎

#### 迷你電視劇 男子最優秀演技獎
- 颁奖嘉宾：鄭雄仁、崔貞允

| 入圍作品                   | 結果 |
| -------------------------- | ---- |
| 朴有天《Three Days》       | 獲獎 |
| 鄭智薰《對我而言可愛的她》 | 提名 |
| 曹承佑《神的禮物－14天》   | 提名 |
| 趙寅成《沒關係，是愛情啊》 | 提名 |

#### 迷你電視劇 女子最優秀演技獎
| 入圍作品                   | 結果 |
| -------------------------- | ---- |
| 孔曉振《沒關係，是愛情啊》 | 獲獎 |
| 朴河宣《Three Days》       | 提名 |
| 李寶英《神的禮物－14天》   | 提名 |

### 中篇電視劇最優秀演技獎
- 颁奖嘉宾：成東日、陳慶

#### 中篇電視劇 男子最優秀演技獎
| 入圍作品               | 結果 |
| ---------------------- | ---- |
| 車勝元《你們被包圍了》 | 提名 |
| 權相佑《誘惑》         | 提名 |
| 金秀賢《來自星星的你》 | 獲獎 |
| 李昇基《你們被包圍了》 | 提名 |
| 李鍾碩《匹诺曹》       | 提名 |

#### 中篇電視劇 女子最優秀演技獎
| 入圍作品               | 結果 |
| ---------------------- | ---- |
| 金志秀《溫暖的一句話》 | 提名 |
| 朴信惠《匹诺曹》       | 獲獎 |
| 全智賢《來自星星的你》 | 提名 |
| 崔智友《誘惑》         | 提名 |
| 韓惠軫《溫暖的一句話》 | 提名 |

### 長篇電視劇最優秀演技獎
- 颁奖嘉宾：李汉伟、李一华

#### 長篇電視劇 男子最優秀演技獎
| 入圍作品               | 結果 |
| ---------------------- | ---- |
| 柳秀榮《無盡的愛》     | 提名 |
| 李帝勳《秘密之門》     | 獲獎 |
| 李尚禹《心情好的日子》 | 提名 |
| 韓石圭《秘密之門》     | 提名 |

#### 長篇電視劇 女子最優秀演技獎
| 入圍作品                 | 結果 |
| ------------------------ | ---- |
| 朴世榮《心情好的日子》   | 提名 |
| 嚴智苑《結婚三次的女人》 | 提名 |
| 黃正音《無盡的愛》       | 獲獎 |
| 李智雅《結婚三次的女人》 | 提名 |

### 迷你電視劇優秀演技獎
- 颁奖嘉宾：温朱莞、徐智慧

#### 迷你電視劇 男子優秀演技獎
| 入圍作品                   | 結果 |
| -------------------------- | ---- |
| 金太祐《神的禮物－14天》   | 提名 |
| 成東日《沒關係，是愛情啊》 | 獲獎 |
| 孫賢周《Three Days》       | 提名 |
| 鄭糠雲《神的禮物－14天》   | 提名 |

#### 迷你電視劇 女子優秀演技獎
| 入圍作品                   | 結果 |
| -------------------------- | ---- |
| 車藝蓮《對我而言可愛的她》 | 提名 |
| 蘇怡賢《Three Days》       | 獲獎 |
| 鄭秀晶《對我而言可愛的她》 | 提名 |

### 中篇電視劇優秀演技獎
- 颁奖嘉宾：张铉诚、张英南

#### 中篇電視劇 男子優秀演技獎
| 入圍作品               | 結果 |
| ---------------------- | ---- |
| 朴海鎮《異鄉人醫生》   | 提名 |
| 申成祿《來自星星的你》 | 獲獎 |
| 李相侖《天使之眼》     | 提名 |
| 李廷鎮《誘惑》         | 提名 |
| 朱相昱《美女的誕生》   | 提名 |
| 池珍熙《溫暖的一句話》 | 提名 |

#### 中篇電視劇 女子優秀演技獎
| 入圍作品               | 結果 |
| ---------------------- | ---- |
| 姜素拉《異鄉人醫生》   | 提名 |
| 具惠善《天使之眼》     | 提名 |
| 高雅羅《你們被包圍了》 | 提名 |
| 李荷妮《現代農夫》     | 提名 |
| 陳世娫《異鄉人醫生》   | 提名 |
| 韓藝瑟《美女的誕生》   | 獲獎 |

### 長篇電視劇優秀演技獎
- 颁奖嘉宾：李德华、尹孙河

#### 長篇電視劇 男子優秀演技獎
| 入圍作品                     | 結果 |
| ---------------------------- | ---- |
| 康星民《清潭洞醜聞》         | 提名 |
| 李泰坤《好好長大的女兒荷娜》 | 提名 |
| 河錫辰《結婚三次的女人》     | 提名 |
| 鄭敬淏《無盡的愛》           | 提名 |
| 宋昶儀《結婚三次的女人》     | 獲獎 |

#### 長篇電視劇 女子優秀演技獎
| 入圍作品                     | 結果 |
| ---------------------------- | ---- |
| 朴韓星《好好長大的女兒荷娜》 | 提名 |
| 林性彥《清潭洞醜聞》         | 提名 |
| 徐孝琳《無盡的愛》           | 提名 |
| 李敏英《只屬於我的你》       | 提名 |
| 崔貞允《清潭洞醜聞》         | 獲獎 |

### 迷你電視劇特別演技獎
- 颁奖嘉宾：金智勳、姜素拉

#### 迷你電視劇 男子特別演技獎
| 入圍作品                   | 結果 |
| -------------------------- | ---- |
| 朴英奎《對我而言可愛的她》 | 提名 |
| 申久《神的禮物－14天》     | 提名 |
| 李光洙《沒關係，是愛情啊》 | 獲獎 |
| 張鉉誠《Three Days》       | 提名 |

#### 迷你電視劇 女子特別演技獎
| 入圍作品                   | 結果 |
| -------------------------- | ---- |
| 金惠恩《對我而言可愛的她》 | 提名 |
| 陳慶《沒關係，是愛情啊》   | 獲獎 |
| 鄭惠先《神的禮物－14天》   | 提名 |
| 車和娟《沒關係，是愛情啊》 | 提名 |

### 中篇電視劇特別演技獎
- 颁奖嘉宾：安宰贤、成宥利

#### 中篇電視劇 男子特別演技獎
| 入圍作品               | 結果 |
| ---------------------- | ---- |
| 金知碩《天使之眼》     | 提名 |
| 金昌完《來自星星的你》 | 獲獎 |
| 成智陸《你們被包圍了》 | 提名 |
| 韓尚進《美女的誕生》   | 提名 |

#### 中篇電視劇 女子特別演技獎
| 入圍作品               | 結果 |
| ---------------------- | ---- |
| 高斗心《溫暖的一句話》 | 獲獎 |
| 羅映姬《來自星星的你》 | 提名 |
| 吳允兒《你們被包圍了》 | 提名 |
| 李壹花《现代农夫》     | 提名 |

### 長篇電視劇特別演技獎
- 颁奖嘉宾：高周元、李英雅

#### 長篇電視劇 男子特別演技獎
| 入圍作品               | 結果 |
| ---------------------- | ---- |
| 車仁杓《無盡的愛》     | 提名 |
| 金石雨《心情好的日子》 | 提名 |
| 崔元英《秘密之門》     | 提名 |
| 鄭雄仁《無盡的愛》     | 獲獎 |

#### 长篇電視劇 女子特別演技獎
| 入圍作品                     | 結果 |
| ---------------------------- | ---- |
| 金美淑《心情好的日子》       | 提名 |
| 金慧渲《清潭洞醜聞》         | 獲獎 |
| 尹宥善《好好長大的女兒荷娜》 | 提名 |
| 沈慧珍《無盡的愛》           | 提名 |

### 獨幕特辑劇特別演技獎
- 颁奖嘉宾：高周元、李英雅

#### 獨幕特辑劇 男子特別演技獎
- 李德華《十月某個精彩的一天》

#### 獨幕特辑劇 女子特別演技獎
- 吳賢慶《媽媽的選擇》

### 三星GALAXY Note Edge 網友人氣獎
| 入圍作品                               | 結果 |
| -------------------------------------- | ---- |
| 金秀賢《來自星星的你》                 | 獲獎 |
| 高雅羅《你們被包圍了》                 | 提名 |
| 孔曉振《沒關係，是愛情啊》             | 提名 |
| 權相佑《誘惑》                         | 提名 |
| 朴信惠《匹诺曹》                       | 提名 |
| 朴有天《Three Days》                   | 提名 |
| 朴海鎮《來自星星的你》、《異鄉人醫生》 | 提名 |
| 李寶英《神的禮物－14天》               | 提名 |
| 李昇基《你們被包圍了》                 | 提名 |
| 李帝勳《秘密之門》                     | 提名 |
| 李鍾碩《異鄉人醫生》、《匹诺曹》       | 提名 |
| 全智賢《來自星星的你》                 | 提名 |
| 鄭智薰《對我而言可愛的她》             | 提名 |
| 曹承佑《神的禮物－14天》               | 提名 |
| 趙寅成《沒關係，是愛情啊》             | 提名 |
| 朱相昱《美女的誕生》                   | 提名 |
| 車勝元《你們被包圍了》                 | 提名 |
| 崔智友《誘惑》                         | 提名 |
| 韓藝瑟《美女的誕生》                   | 提名 |
| 黃靜音《無盡的愛》                     | 提名 |

### 三星GALAXY Note Edge 最佳情侶獎
| 入圍作品                             | 結果 |
| ------------------------------------ | ---- |
| 金秀賢＆全智賢－《來自星星的你》     | 獲獎 |
| 李寶英＆曹承佑－《神的禮物－14天》   | 提名 |
| 朴有天＆朴河宣－《Three Days》       | 提名 |
| 李相侖＆具惠善－《天使之眼》         | 提名 |
| 朴書俊＆韓可露－《溫暖的一句話》     | 提名 |
| 李昇基＆高雅羅－《你們被包圍了》     | 提名 |
| 權相佑＆崔智友－《誘惑》             | 提名 |
| 趙寅成＆孔曉振－《沒關係，是愛情啊》 | 獲獎 |
| 鄭智薰＆鄭秀晶－《對我而言可愛的她》 | 提名 |
| 李帝勳＆朴恩玭－《秘密之門》         | 提名 |
| 朱相昱＆韓藝瑟－《美女的誕生》       | 獲獎 |
| 李鍾碩＆朴信惠－《匹诺曹》           | 獲獎 |

### 十大明星獎
- 颁奖嘉宾：高斗心
- 朴有天《Three Days》
- 全智賢《來自星星的你》
- 朱相昱《美女的誕生》
- 朴信惠《匹诺曹》
- 金秀賢《來自星星的你》
- 韓藝瑟《美女的誕生》
- 李帝勳《秘密之門》
- 李鍾碩《異鄉人醫生》、《匹诺曹》
- 黃靜音《無盡的愛》
- 趙寅成《沒關係，是愛情啊》

### 新星獎
- 颁奖嘉宾：边熙峰
- 安宰賢《來自星星的你》、《你們被包圍了》
- 李侑菲《匹诺曹》
- 徐河俊《就要相愛》
- 韓善伙《神的禮物－14天》
- 姜河那《天使之眼》
- 南寶拉《就要相愛》
- 金英光《匹诺曹》
- 韓可露《溫暖的一句話》
- 朴書俊《溫暖的一句話》
- 金裕貞《秘密之門》

## 入圍作品及分類

### 迷你電視劇
- 《神的礼物－14天》
- 《Three Days》
- 《没关系，是爱情啊》
- 《对我而言可爱的她》

### 中篇電視劇
- 《温暖的一句话》
- 《来自星星的你》
- 《天使之眼》
- 《异乡人医生》
- 《你们被包围了》
- 《诱惑》
- 《现代农夫》
- 《美女的诞生》
- 《匹诺曹》

### 長篇電視劇
- 《结婚三次的女人》
- 《好好长大的女儿荷娜》
- 《只属于我的你》
- 《心情好的日子》
- 《就要相爱》
- 《无尽的爱》
- 《清潭洞丑闻》
- 《秘密之门》

## 外部連結
- 韓國SBS官方網站（页面存档备份，存于）